# Carex congolensis
Carex congolensis är en halvgräsart som beskrevs av William Bertram Turrill. Carex congolensis ingår i släktet starrar, och familjen halvgräs. Inga underarter finns listade i Catalogue of Life.